# 국제 표준 연속 간행물 번호

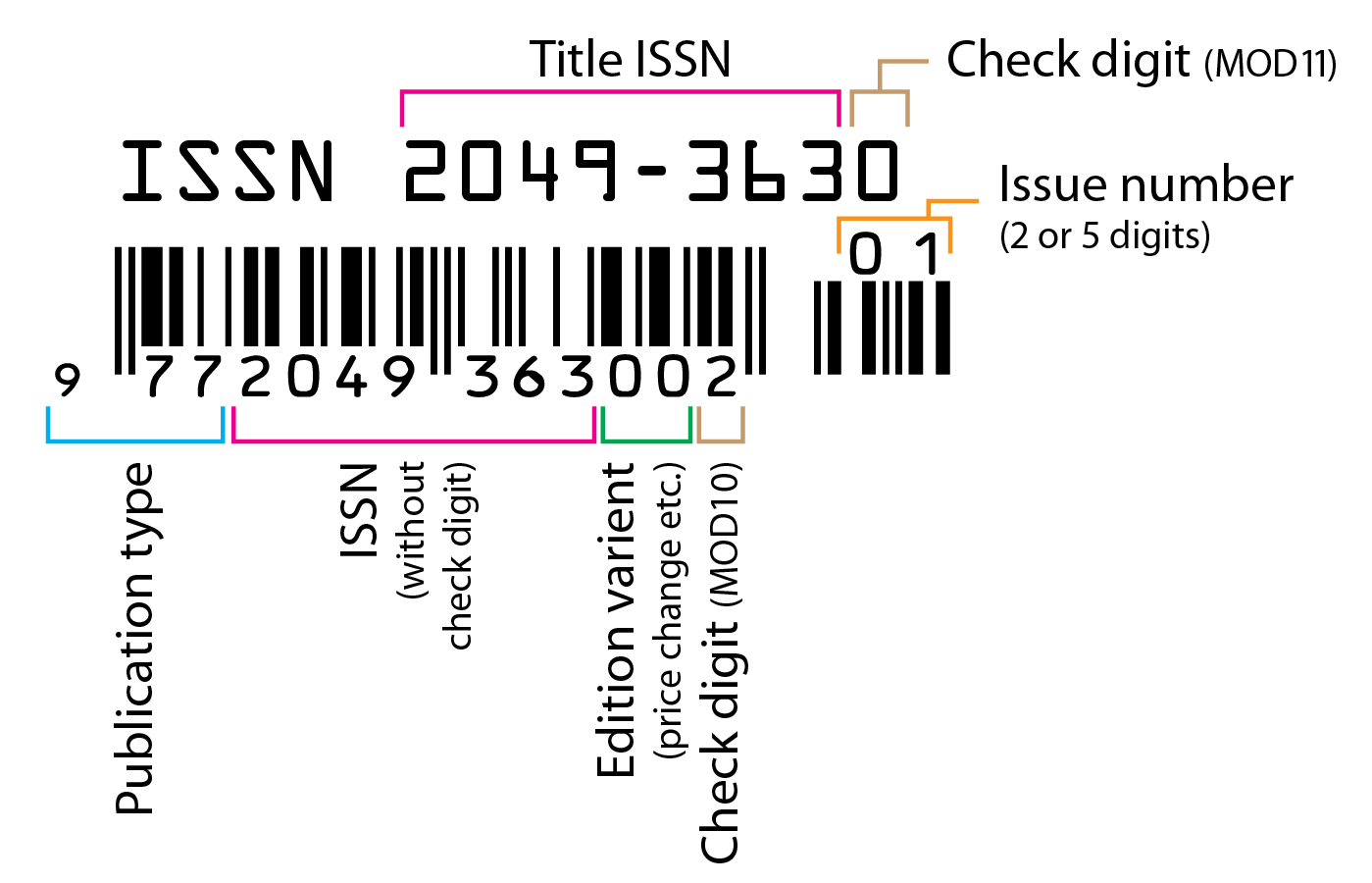
ISSN 바코드

국제 표준 연속 간행물 번호(International Standard Serial Number, ISSN)는 인쇄물이나 정기적 전자 간행물을 식별하는데 쓰이는 8자리 고유 번호이다. 인쇄물과 전자 형태 두 가지를 모두 갖춘 간행물의 경우 인쇄식 ISSN(p-ISSN)과 전자식 ISSN (e-ISSN)과 같이 두 개의 ISSN은 소유하고 있을 수 있다. ISSN 시스템은 ISO 국제 표준으로 1971년에 처음 초안화되었다가 1975년에 ISO 3297로 등록되었다. 현재 ISO 위원회 TC 46/SC 9는 이 표준을 전담하고 있다.

## 같이 보기
- 국제표준도서번호(ISBN)
- 디지털 객체 식별자(DOI)